# Temiño
Temiño es una localidad del municipio burgalés de Valle de las Navas, en la Comunidad Autónoma de Castilla y León (España). 
Tiene dos iglesias grandes que están dedicadas a san Pedro y san Pablo, una en cada barrio.

## Localidades limítrofes
Confina con las siguientes localidades:
- Al norte con Melgosa.
- Al noreste con Caborredondo.
- Al sureste con Monasterio de Rodilla y Fresno de Rodilla.
- Al sur con Quintanapalla.
- Al suroeste con Riocerezo.
- Al oeste con Robredo-Temiño.
- Al noroeste con Tobes y Rahedo.

## Demografía
Evolución de la población
| Gráfica de evolución demográfica de Temiño entre 2000 y 2017       |
|                                                                    |
| Población de derecho (2000-2017) según el padrón municipal del INE |

## Historia
Así se describe a Temiño en el tomo XIV del Diccionario geográfico-estadístico-histórico de España y sus posesiones de Ultramar, obra impulsada por Pascual Madoz a mediados del siglo XIX:

Lugar con ayuntamiento en la provincia, partido judicial, audiencia territorial, capitanía general y diócesis de Burgos (3 ½ leguas). Situado próximo al río Hubierna, con buena ventilación y clima frío, pero sano; las enfermedades comunes son inflamaciones. Tiene 40 casas, una escuela de instrucción primaria para los dos barrios que forman la población, aunque se hallan separados, 2 iglesias parroquiales bajo una misma advocación de San Pedro y San Pablo, servidas por un cura párroco. El término confina N Tobes; E Revillagodos; S Robredo, y O Rioseras. El terreno es llano, de buena calidad; le fertiliza el río mencionado, y le cruzan varios caminos locales. El correo se recibe de la capital. Producciones: cereales, legumbres, lino y patatas; cría ganado y caza de diversas especies. Población: 17 vecinos, 56 almas. Capital productivo: 265.800 reales. Imponible: 26.157. Contribución: 3.938 reales y 6 maravedíes.
Diccionario geográfico-estadístico-histórico de España y sus posesiones de Ultramar

Lugares de interés:
-las 2 iglesias 
-La casa del Pastor
Fauna y flora:
-Durante los meses de verano anida por la Nava el Pájaro temiñés, que migra desde las poblada metrópoli madrileña para disfrutar del suave clima y del alimento de  los trigales que ofrece la zona.
Fiestas populares:
-Recomendable asistir a la Fiesta del Agua, celebrada año tras año por jóvenes madrugadores que rinden culto a dicho bien que riega los campos de la Nava para que la cosecha de años venideros sea fructífera. Todo un espectáculo sin parangón.